# La Calisto

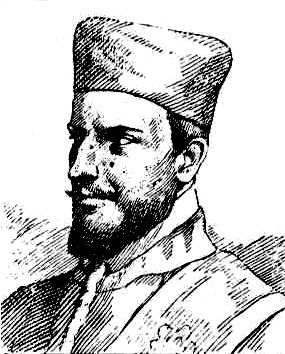
Francesco Cavalli

La Calisto är en opera (dramma per musica) i en prolog och tre akter med musik av Francesco Cavalli och libretto av Giovanni Faustini efter Ovidius mytologiska berättelse om Kallisto.

## Historia
La Calisto är idag Cavallis mest spelade opera men var på sin tid hans minst lyckade opera. Faustini dog dessutom mitt under arbetet med librettot. La Calisto var Cavallis 15:e opera och den nionde han gjorde tillsammans med Faustini. Librettot är en sammanslagning av två historier från Ovidius Metamorfoser med många sexuella anspelningar, förklädnader och förstulna möten. Detta var för att möta publikens smak som nu hade börjat tröttna på de klassiska legenderna till förmån för komedier med lätt erotiskt innehåll. Cavalli komponerade personlig musik för de olika karaktärerna: sensuell sötma för Calisot; frodig lyrisk sång för Diana och hennes älskare Endymion (som i Endymions sång till månen "Lucidissma face"); och slagkraftiga ariosorecitativ för Pan och hans satyrer. Operan uruppfördes på Teatro Sant' Apollinare i Venedig 28 november 1651 och spelades elva gånger.

## Personer
- La Natura (Naturen) (alt)
- L'Eternità (Evigheten) (sopran)
- Il Destino (Ödet) (sopran)
- Calisto (sopran)
- Giove (Jupiter) (bas)
- Diana (Diana) (bas)
- Endiminoe (Endymion) (alt)
- Giunone (Juno) (sopran)
- Linfea (sopran)
- Satirino (Satyr) (sopran)
- Mercurio (Mercurius) (baryton)
- Pane (Pan) (alt)
- Sylvano (alt)

## Handling
Prolog
Naturen och Evigheten firar de dödliga som har lyckats vandra odödlighetens väg. Ödet insisterar på att Calistos namn skall fogas till listan.
Akt I
Giove och Mercurio befinner sig i Arkadien. Giove ser nymfen Calisto, en av jaktgudinnan Dianas följeslagerskor, och försöker förföra henne. Hon motstår hans försök men faller slutligen till föga då han förklär sig till Diana. Under tiden kan Diana inte tillmötesgå den vackre herdepojken Endymions kärlek på grund av sina kyskhetslöften. Diana stöttas av en av sina nymfer, den gamla Linfea, som i hemlighet längtar efter en man men som tar tillfället i akt att förlusta sig med en satyr.
Akt II
Uppe på berget Lycaeus besjunger Endymion månen, Dianas symbol. När han har somnat överöser Diana honom med kyssar. Han vaknar och de sjunger om sin kärlek. Gioves otrohet upptäcks av hans hustru Juno, medan Dianas hemlighet upptäcks av Pan, skogsguden som länge har åtrått henne. Endymion straffas av Pan och hans satyrer.
Akt III
Furierna förvandlar Calisto till en björn på order av den arga Juno. Sorgset bekänner Giove allt till Calisto: hon måste leva resten av sitt liv som en björn men så småningom kommer hon att bli en stjärnbild. Diana räddar Endymion och de kommer överens om att kyssar kommer bli gränsen för deras kärlek. Giove, Mercurio och Calisto firar Calistos upphöjelse till himlen.